# 紫萼蝴蝶草
紫萼蝴蝶草（学名：Torenia violacea），又稱長梗花蜈蚣，为玄参科蝴蝶草属下的一个种。分布於中國中南部地區、臺灣、馬來西亞、印度及巴布亞新幾內亞。

## 型態
一年生草本，直立或稍微傾斜，株高約10至35公分。葉對生、卵形，長2-4 cm。花冠呈藍紫色，花冠筒長約25-40毫米，具緣毛，花徑15至22毫米，花期為8-11月。

## 扩展阅读
- 維基物種上的相關：紫萼蝴蝶草

1. ↑  彭鏡毅.  . 臺灣物種名錄. 中央研究院生物多樣性研究中心.   [2022-11-28]. （原始内容存档于2021-01-25） （中文（臺灣））.
2. 1 2  林庭安.  (Master论文). 國立臺灣大學生物資源暨農學院園藝暨景觀學系: 5. 2016. doi:10.6342/NTU/201601883 （中文（臺灣））.
3. ↑  楊遠波; 劉和義; 彭鏡毅; 施炳霖; 呂勝由. . 行政院農業委員會. 2013: 173. ISBN 9570253479 （中文（臺灣））.